# Pasimachus obsoletus
Pasimachus obsoletus är en skalbaggsart som beskrevs av Leconte 1848. Pasimachus obsoletus ingår i släktet Pasimachus och familjen jordlöpare. Inga underarter finns listade i Catalogue of Life.